# Волтер Реклес
Волтер Реклес (енгл. Walter Reckless 19. јануар 1899 - 20. септембар 1988) био је амерички криминолог који је постао познат по својој задржаној теорији.

## Биографија
Волтер је рођен у Филаделфији, 19. јануара 1899. године. Докторирао је криминологију 1925. године на Универзитету у Чикагу и исте године се придружио социолозима Ернест Бургесу и Роберту Парку на студијама криминала на истом месту. Кад је завршио студије написао је књигу под називом The Natural History of Vice Areas in Chicago која је објављена под називом Vice in Chicago 1933 године и објаснио како проституција и преваре креирају организован криминал у подручју насеља. Годину дана касније, написао је књигу под називом Juvenile Delinquency у којој је објаснио како млади преступници постају криминалци.
Предавао је на Универзитету Вандербилт до 1940. а онда прешао на Државни универзитет Охаја. Током 1960. године објавио је своју теорију обуздавања у којој је дао аргументе да свака особа има унутрашње и спољашње силе које га спречавају да почини кривично дело.

### Теорија обуздавања
Теорија обуздавања поставља питање “У девијантном друштву, зашто и како да човек избегне девијантност?"
Ово је теорија која каже да су сви људи предмет криминалног понашања, али већина нас може да одоли оваквом понашању уз помоћ унутрашњег и спољашњег обуздавања, и такође каже да девијантно понашање расте кад унутрашње и спољашње обуздавање ослаби. Он сугерише да се људи могу "изоловати од криминала ако су правилно социојализовани од стране својих родитеља и вршњака, и самоконтроле". Ово значи да ће особа спречити себе од извршења кривичног или не судског понашања задржавајући своје импулсе. Волтер је веровао да у друштву постоје спољашњи и  унутрашњи друштвени фактори. Спољашњи друштвени фактори држи друштво и појединце у линији и унутрашњи фактор је ту да штити од оступања. Спољни фактор је обезбеђен од стране групе у друштву, државе, племена и села, породице и других група. То је место које обезбеђује простор за појединца и показује колико је велика заједница. Морају да постоје одређене одговорности и смернице за појединца, и они пружају спољашње обуздавање. Потребно је имати осећај припадности и бити у стању да се повеже са другим члановима. Сматра се да је унутрашње обудање моћнија сила. За унутрашње факторе важно је имати повољнију слику о себи у односу на друге чланове групе. Неопходно је да је особа у стању да прати норме и правила друштва да боље разуме велику слику. За унутрашње факторе, за правилно фунционисање, потребни су морал и етика и веома добро развијен его. Ови квалитети помажу појединцима да се одрже под притиском из спољашњег света, фрустрација и недаћа. Ова два фактора, унутрашњи и спољашњи, служе као амортизер против криминала.`
Волтер каже да смо сви састављени кроз вуче и погураје и да они подстичу појединца на девијантно понашање. "Можемо видети такве погураје код деце којима се прети од стране друге деце да се придруже банди. Пример вуче је кад дете види да, како би добио новац да купи ствари, он или она могу да се придруже банди и остваре своје циљеве." Неки примери гурања су незадовољство животним условима, породични проблеми и сукоби, бес, непријатељства, фрустрације, досаде и расизма. Могу да нас погурају вршњаци, чланови породице итд.
Волтер је урадио низ студија са омладином спроведених у школском окружењу и закључио да су не деликвентни млади у бољем стању да одрже позитиван став када се суоче са друштвеним и еколошким притисцима девијантног понашања.
Постоје четири начина за процену теорије, и теорија обуздавања може да се тестира и на унутрашњим факторима и спољним факторима. Први аспект који се мора користити за процену теорије је интерна доследност. Постоје јасни фактори унутрашњих и спољашњих реактора који настоје да објасне како да контролишете деликвенције. Ова теорија врло звучи логистички јер је врло добро дефинисала факторе и структуре. Међутим ова теорија је врло очигледан одговор друштву. Наравно да има смисла: ако су млади људи остављени без правила, без позитивног узора, и без позитивне слике о себи, онда ће упасти у невољу, јер никада нису научили ништа друго.  С друге стране, ако је дете одрасло у окружењу где се учи љубављу и поштовању, где је добро збринуто и где има позитивне узоре и правила и ограничења, онда они имају много веће шансе за добро одрастање и клони ће се невоља.
Друга теорија је веома широка зато што покушава да испита зашто људи раде девијантне ствари и начине на које такво понашање може да се спречи. Обим састоји од свих теорија криминала.
Трећа теорија је шкртост, која каже да треба користити најмањи комплекс за запажања. Теорија обуздавања је веома шкрта јер је сажета у својим објашњавањима. Ипак, постоје врло јасна објашњења унутрашњег и спољашњег задржавања као и гурања у друштву.
Да закључимо, теорија обуздавања је грана теорије друштвене контроле. Она тврди да постоје две компоненте које спречавају кривично понашање у друштву. Једна је спољашње обуздавање и друга унутрашње обуздавање. Ова теорија је 1950их била веома популарна али истраживања и прихватање теорије је пропало и данас није примењена у савременој друштвеној науци.

### Смрт
Нема пуно података о томе како и због чега је Волтер Реклес умро. Зна се да је преминуо у Охају, 20. септембра 1899 године. у својој 89 години.